# Розе (певачица)
Роузен Парк (енгл. Roseanne Park; Окланд, 11. фебруар 1997), новозеландска и јужнокорејска је певачица и текстописац. Чланица је групе Blackpink. Издала је и соло студијски албум под називом Rosie (2024).

## Биографија
Од 2016. године је чланице групе Blackpink. У марту 2021, Розе је објавила свој дебитантски сингл албум R, који је продат у рекордних 448.089 примерака у првој недељи. Постала је прва корејска певачица која је ушла на UK Singles Chart и корејска певачица са највише прегледа музичких спотова у прва 24 сата на Јутјубу. Године 2024. је објавила свој дебитантски албум Rosie са ког се издвојио сингл Apt. који је снимила са Бруном Марсом.

## Дискографија
Студијски албуми
- (2024)